# Thomas de Tolentino
Thomas de Tolentino (en italien : Tommaso da Tolentino), né vers 1255, mort martyr le 8 avril 1321, est un missionnaire franciscain du Moyen Âge.
Missionnaire en Perse, en Inde et en Chine, il est exécuté avec ses trois compagnons à Thane, en Inde, pour avoir blasphémé Mahomet. Ses reliques ont été transportées à Quanzhou, en Chine, puis à Tolentino, en Italie, par Odoric de Pordenone. Il est vénéré comme bienheureux par l'Église catholique. Sa fête est célébrée le 9 avril.

## Biographie
Thomas est né à Tolentino dans la Marche d'Ancône, dans les États pontificaux, entre 1250 et 1260.
Il ressent tôt la vocation religieuse et devient franciscain. Il se forge la réputation de respecter strictement la règle de saint François, notamment en ce qui concerne le vœu de pauvreté. Il est un camarade de saint Nicolas de Tolentino et un des fils spirituels d'Angelo da Clareno. Thomas de Tolentino est emprisonné deux fois pour sa condamnation excessive du luxe.
Après avoir été libéré grâce à l'intervention de Raymond Geoffroy, nouveau ministre général des franciscains, Thomas de Tolentino part avec Angelo da Clareno, Marco da Montelupone, Pietro da Macerata et Angelo da Tolentino  en mission dans la Petite Arménie en 1289. En 1291, le roi Héthoum II lui enjoint de retourner auprès des cours de Rome, de France et d'Angleterre pour chercher de l'aide contre ses ennemis musulmans. Ses efforts pour soulever une nouvelle croisade échouent, il retourne alors en Orient, partant une seconde fois pour rassembler plus de missionnaires. De retour avec douze compagnons en 1302, il œuvre en Arménie et en Perse. Il débat avec des chrétiens arméniens, qu'il considère comme hérétiques, à Sis en 1305, et participe au Conseil de Sis qui réunit théoriquement les Églises arménienne et catholique en 1307.
En Perse, deux lettres datées de 1305 et 1306 lui parviennent de Jean de Montecorvino, un missionnaire franciscain en Chine ; Thomas de Tolentino retourne voyager en Europe, portant sa correspondance à Rome en 1307. Pendant son séjour à Rome, il s'adresse au consistoire public du pape et des cardinaux, louant le travail de Jean de Montecorvino en Chine et demandant de l'aide pour développer la mission. Il discute de nouveau de la question avec le pape Clément V à Poitiers en 1308, à la suite de quoi une hiérarchie ecclésiastique est instaurée pour les catholiques en Chine. Le pontife nomme Jean archevêque de Khanbaliq (maintenant incluse dans la ville moderne de Pékin) ; sept évêques franciscains et de nombreux frères sont envoyés pour le rejoindre. Cependant, seuls trois des évêques et quelques frères parviennent au bout du voyage. Thomas semble alors avoir voyagé une quatrième fois en Arménie et en Perse.
Il y a ensuite, jusqu'en 1320, une période non documentée pendant laquelle Thomas de Tolentino a peut-être œuvré en Inde ou en Chine. En 1320, Thomas part d'Ormuz avec ses compatriotes franciscains le bienheureux Jacques de Padoue et Pierre de Sienne, le dominicain Jourdain de Séverac et le laïc Démétrius de Tifliz. Géorgien ou arménien, Démétrius maîtrise les langues et sert d'interprète au groupe. Une tempête force le groupe à aborder à Thane sur l'île de Salsette près de Mumbai en Inde ; ils sont accueillis par les chrétiens locaux de l'Église d'Orient. Jourdain de Séverac les laisse pour aller prêcher à Bharuch puis à Sopara, et apprend alors que Démétrius et les franciscains ont été arrêtés. La famille chez laquelle ils résidaient était entrée dans une querelle, et le mari avait battu sa femme. Celle-ci s'est rendue chez le cadi pour signaler les faits ; elle avait mentionné les quatre religieux comme témoins, et les voilà appelés devant le cadi. Thomas de Tolentino, Jean et Démétrios vont au tribunal pendant que Pierre reste pour s'occuper de leurs affaires. Après avoir entamé une discussion sur la religion, le cadi leur demande leur avis sur Mahomet ; Thomas affirme qu'il est le fils de la perdition et qu'il a sa place en enfer avec le diable. Les musulmans présents au tribunal appellent à leur mort pour blasphème. Certains récits relatent qu'ils ont été flagellés et torturés avant leur exécution par décapitation le 8 avril 1321. Leur compagnon Pierre est tué trois jours plus tard.

## Postérité
Les chrétiens locaux ont peut-être enterré Thomas de Tolentino et ses compagnons mais Jourdain de Séverac, arrivé trop tard pour les sauver, a enlevé leurs corps à l'église de Supera avec l'aide d'un jeune génois. En 1323 ou 1326, Odoric de Pordenone traverse la région. Ayant entendu parler de Thomas et de ses compagnons, il emmène leurs reliques avec lui à Quanzhou dans le Fujian. Il prend avec lui le crâne de Thomas de Tolentino et l'emmène à Khanbaliq puis en Europe, où il le confie au chapitre franciscain de Tolentino en 1330. Le crâne est ensuite déplacé dans la cathédrale de Tolentino à la fin du XIVe siècle par un marchand pisan, qui y érige une chapelle en l'honneur du martyr avec l'approbation du pape Boniface IX. Il est maintenant conservé dans la cathédrale centrale dans un buste-reliquaire en argent.
Thomas de Tolentino et ses compagnons sont officieusement reconnus bienheureux depuis le XIVe siècle. Jourdain a affirmé avoir guéri miraculeusement la dysenterie de son compagnon génois avec une des dents de Thomas.
Des quatre martyrs appelés officieusement « bienheureux », seul le culte de Thomas de Tolentino est approuvé par le Saint-Siège, confirmé par le pape Pie VII en 1809 puis par Léon XIII en 1894. Il est vénéré comme un bienheureux, parfois avec ses compagnons le 9 avril.